# Игуаи
Игуаи (порт. Iguaí)  —  муниципалитет в Бразилии, входит в штат Баия. Составная часть мезорегиона Юго-центральная часть штата Баия. Входит в экономико-статистический микрорегион Витория-да-Конкиста. Население составляет 26 481 человек на 2005 год. Занимает площадь 833,333 км². Плотность населения — 31,8 чел./км².
Праздник города — 12 декабря.

## История
Город основан 12 декабря 1952 года.

## Статистика
- Валовой внутренний продукт на 2003 год составляет 52 794 829,00 реалов (данные: Бразильский институт географии и статистики).
- Валовой внутренний продукт на душу населения на 2003 год составляет 2031,98 реалов (данные: Бразильский институт географии и статистики).
- Индекс развития человеческого потенциала на 2000 год составляет 0,618 (данные: Программа развития ООН).

## География
Климат местности: умеренный.